# Agrarwissenschaften

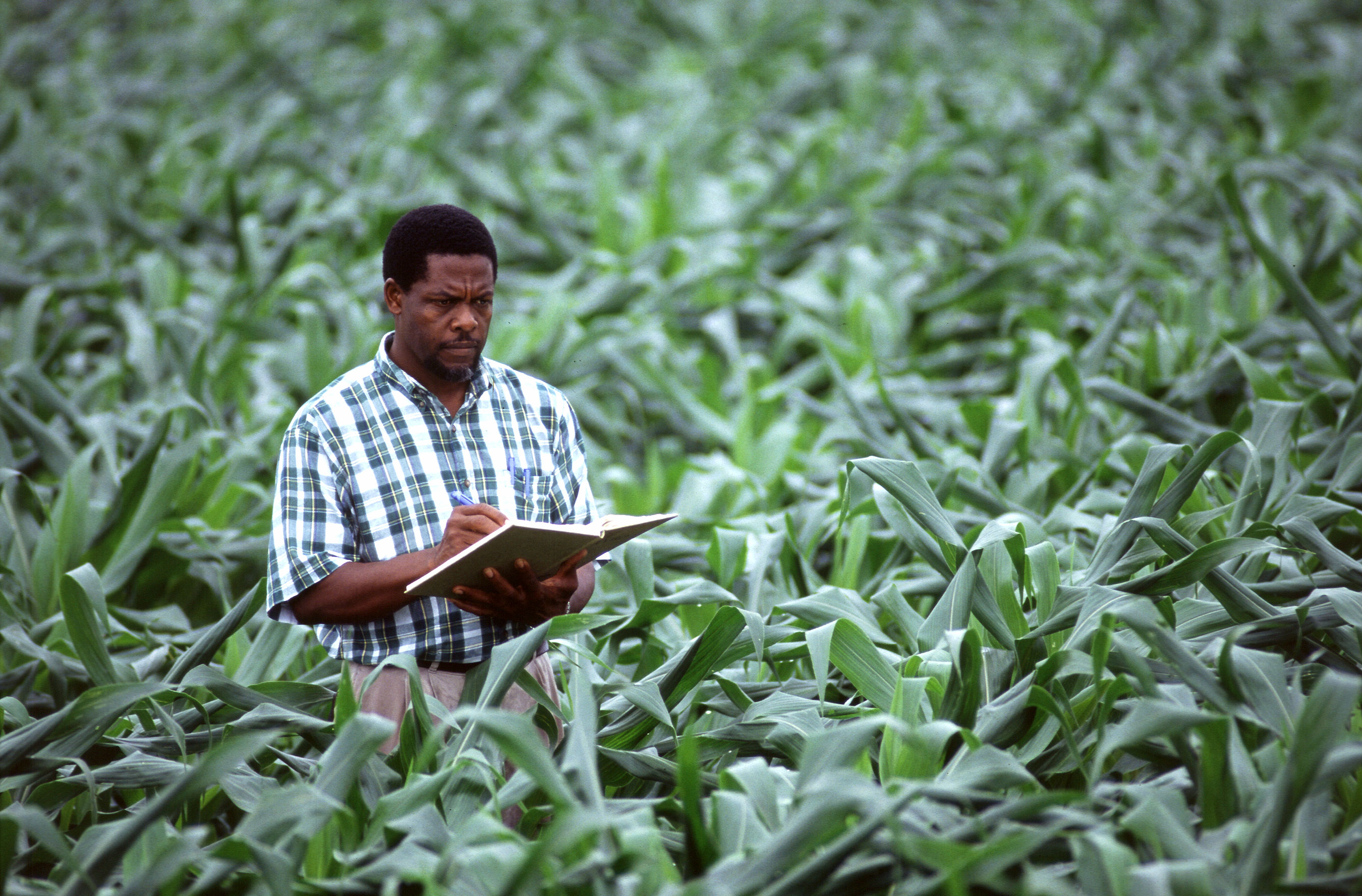
Agrarwissenschaftler im Getreidebereich bei der Arbeit

Die Agrarwissenschaften (seltener Agrarwissenschaft oder Agronomie) beschäftigen sich mit allen Fragen rund um die Primärproduktion menschlicher und tierischer Nahrung sowie nachwachsender Rohstoffe (Agrarsektor). Einer der Begründer ist Albrecht Thaer (1752–1828). Neben der Einbeziehung vieler Teilbereiche aus anderen Wissenschaftsgebieten gibt es eigenständige Fachgebiete der Agrarwissenschaften. Eine häufige Grundeinteilung gliedert sie in Pflanzenbauwissenschaften, Tierwissenschaften und Agrarökonomie.

## Agraringenieur/Agronom
Agraringenieur oder Agronom ist eine Berufsbezeichnung für den produktionstechnisch-naturwissenschaftlichen Bereich des Landbaus. Agraringenieure sind Fach- oder Führungskräfte an der Schnittstelle von Wissenschaft (Biologie, Chemie, Technik und Ökonomie), Verwaltung und landwirtschaftlicher Praxis. Weitere Aufgabenfelder liegen in der Agrarpolitik, Marketing landwirtschaftlicher Produkte, Naturschutz, Raumplanung und Strukturentwicklung ruraler Gebiete.
Agrarexperten werden auch interdisziplinär in Entwicklungshilfeprojekten in der Dritten Welt bei der Entwicklung ländlicher Räume (z. B. GIZ) oder spezieller Projekte der multilateralen Zusammenarbeit eingesetzt. Dabei sind Allround-Qualitäten oder Koordinierungsfunktionen zwischen verschiedenen Spezialisten gefragt. Weitere Spezialisierungen sind Pflanzenarzt, Gartenbau-Ingenieur etc.

## Statistik
Laut Statistischem Bundesamt waren im Wintersemester 2017/2018 sowohl an Universitäten als auch an Fachhochschulen 63.873 Studierende der Agrar-, Forst- und Ernährungswissenschaften sowie Veterinärmedizin an deutschen Hochschulen, in Bachelor- und Masterstudiengängen eingeschrieben.

## Tätigkeitsfelder
Das Agrarstudium ist ein interdisziplinär breit gefasstes Studium. Es bestehen daher vielfältige Einsatzmöglichkeiten im Anschluss; so z. B. in der Forschung, Züchtung, fachlichen Beratung, sowie im Journalismus. Auch außerhalb des eigenen Fachs werden Agraringenieure beschäftigt; z. B. bei Banken,  Versicherungsunternehmen oder in der Verwaltung des Öffentlichen Dienstes.

## Zweige und Disziplinen
- Pflanzenwissenschaften:  ein modernerer Sammelbegriff für Teilgebiete wie Pflanzenbauwissenschaft, Bioinformatik, Pflanzenernährung, Pflanzenzüchtung, Phytopathologie, Phytomedizin und Pflanzenschutz, Herbologie und Entomologie. Auch der Gartenbau gehört hierzu.
- Tierwissenschaften: umfassen Teilgebiete wie Tierernährung, Tierhaltung, Tierzucht, Tiermedizin und Physiologie.
- die agrarischen Wirtschafts- und Sozialwissenschaften umfassen Disziplinen wie
  - Agrarökonomie (inkl. Landwirtschaftliche Betriebslehre und Agribusiness, Agrarpolitik, Agrarmarketing),
  - Agrargeschichte,
  - Agrarsoziologie,
  - Agrargeographie

- die agrarischen Natur- und Ingenieurwissenschaften
  - Landtechnik
  - Bodenkunde
  - Agrarmeteorologie und -klimatologie
  - Ökolandbau-Forschung/Ökologische Agrarwissenschaften
  - Agrartechnologie

## Akademische Abschlüsse
In der Vergangenheit wurde in Deutschland in Diplomstudiengängen der akademische Grad des Diplomlandwirts bzw. Diplom-Agraringenieurs (Dipl.-Ing. agr.) verliehen. Abschlüsse an Fachhochschulen sind in der Regel an dem Zusatz (FH) zu erkennen. Im Zuge des Bologna-Prozesses bieten heute die meisten Hochschulen in Deutschland das gestufte Studiensystem mit den Abschlüssen Bachelor und Master an.
Einige Hochschulen bieten auch internationale Doppelabschlüsse an, wie bspw. den Masterstudiengang „Organic Agriculture and Food Systems (EUR-Organic)“ der Universität Hohenheim.

## Studienorte
Ein Studium der Agrarwissenschaften ist in Deutschland an folgenden Universitäten und Fachhochschulen  mit unterschiedlichen Schwerpunkten und Fachrichtungen möglich:
- Georg-August-Universität Göttingen
- Universität Hohenheim
- TUM School of Life Sciences der Technischen Universität München[2]
- Humboldt-Universität zu Berlin
- Rheinische Friedrich-Wilhelms-Universität Bonn
- Justus-Liebig-Universität Gießen
- Martin-Luther-Universität Halle-Wittenberg
- Christian-Albrechts-Universität zu Kiel
- Universität Rostock
- Universität Kassel
- Hochschule Geisenheim University
- Technische Hochschule Bingen
- Fachhochschule Eberswalde
- Fachhochschule Kiel
- Hochschule Osnabrück
- Hochschule Anhalt
- Hochschule für Technik und Wirtschaft Dresden
- Hochschule für Wirtschaft und Umwelt Nürtingen
- Hochschule Neubrandenburg
- Hochschule Rhein-Waal
- Fachhochschule Südwestfalen
- Hochschule Weihenstephan-Triesdorf

Aufbaustudiengänge werden in den Fachrichtungen Internationale Agrarentwicklung, Landwirtschaft in den Tropen und Subtropen sowie Phytomedizin angeboten.
Ein Studium der Agrarwissenschaften ist in der Schweiz an der ETH Zürich und Berner Fachhochschule mit unterschiedlichen Schwerpunkten und Fachrichtungen, wie auch an der Universität für Bodenkultur Wien in Österreich möglich.
Die zentrale Fachbibliothek in Deutschland für die Agrarwissenschaften ist die ZB MED an ihrem Standort in Bonn.

### Fachzeitschriften
- Agrarmanager
- Agrarforschung Schweiz – Wird seit 2020 als reine Open-Access-Zeitschrift veröffentlicht.[3] Herausgegeben von Agroscope in Partnerschaft mit dem Bundesamt für Landwirtschaft, der Hochschule für Agrar-, Forst- und Lebensmittelwissenschaften, der Beratungszentrale Agridea, dem Departement für Umweltsystemwissenschaften der ETH Zürich und dem Forschungsinstitut für biologischen Landbau.[4]
- Agrartechnik
- Agrarzeitung
- B&B Agrar – Die Zeitschrift für Bildung und Beratung (Bildungs- und Beratungssektor, sehr informativ für (zukünftige) Studenten)
- Berichte über Landwirtschaft - Zeitschrift für Agrarpolitik und Landwirtschaft (herausgegeben vom BMEL)
- DLG-Mitteilungen
- Agrarheute
- top agrar